# Renzo Rivolta
Renzo Rivolta, född 1908, död 1966, italiensk ingenjör och företagsledare, grundare av Iso Rivolta
Renzo Rivolta drev familjeföretaget Iso som bland annat tillverkade kylskåp. Familjen Rivolta tillhörde Milanos industrifamiljer. Rivolta lät under 1950-talet utveckla Isetta som blev en stor framgång för hans företag Iso. Under 1960 blev han genom Iso Rivolta känd som tillverkare av lyxiga sportbilar.